# Cidade das Artes
La Cidade das Artes (« Cité des Arts »), anciennement connue comme la Cidade da Música (« Cité de la Musique »), est un complexe culturel et salle de concert situé dans le quartier Barra da Tijuca à Rio de Janeiro, au Brésil.
Le bâtiment est l'œuvre de l'architecte Christian de Portzamparc et a été financé par la ville de Rio de Janeiro. L’inauguration officielle a eu lieu en janvier 2013, avec la comédie musicale « Rock in Rio ».

## Description
En tant que nouveau siège de l’Orquestra Sinfônica Brasileira (Orchestre symphonique brésilien) et centre principal de la musique, la Cidade das Artes est la plus grande salle de concert moderne d’Amérique du Sud, avec 1 780 places. Le complexe s’étend sur environ 90 000 mètres carrés et comprend également une salle de musique de chambre, trois théâtres et 12 salles de répétition. La terrasse offre une vue panoramique sur le quartier de Barra da Tijuca.